# Shields Warren

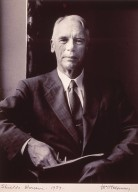
Shields Warren, 1959

Shields Warren (* 26. Februar 1898 in Cambridge (Massachusetts); † 1. Juli 1980 in Rochester (New Hampshire)) war ein US-amerikanischer Pathologe und Strahlenmediziner.

## Leben und Wirken
Warren wurde in Cambridge, Massachusetts geboren. Sein Großvater, William Fairfield Warren (1933–1929), war Gründungspräsident der Boston University, sein Vater war Dekan des dortigen College of Liberal Arts. Shields Warren erwarb an der Boston University einen Bachelor und studierte anschließend an der Harvard Medical School Medizin, mit dem M.D. 1923 als Studienabschluss (Berufsdoktorat). Seit 1927 war er Leiter der Pathologie am New England Deaconess Hospital in Boston, eine Position, die er mehr als 50 Jahre innehatte. Außerdem war er Professor für Pathologie an der Harvard Medical School. Von 1928 bis 1955 war er zusätzlich Direktor des Massachusetts State Tumor Diagnostic Service und von 1947 bis 1952 der Abteilung für Biologie und Medizin der United States Atomic Energy Commission.
Warren befasste sich zunächst mit der Erforschung des Diabetes mellitus. Später wandte er sich der Krebsforschung zu und konnte nachweisen, dass es unterschiedliche Empfindlichkeiten für Krebs gibt. Warren leistete wesentliche Beiträge zur Strahlenbiologie, er kann als einer der Begründer dieses Wissenschaftsgebietes gelten. So konnte er das Gesetz von Bergonié und Tribondeau widerlegen. Warren führte die ersten systematischen Arbeiten zum radioaktiven Niederschlag (Fallout) durch und behandelte (und untersuchte) die Opfer der Atombombenabwürfe auf Hiroshima und Nagasaki. Als Befürworter einer zivilen Nutzung der Atomenergie befasste er sich intensiv mit Aspekten des Strahlenschutzes. Außerdem erforschte er die Anwendung von radioaktiven Isotopen in der medizinischen Diagnostik und Therapie, woraus sich später das Fachgebiet der Nuklearmedizin entwickelte.
Seit 1956 gehörte Warren zum Direktorium von Mallinckrodt Pharmaceuticals, einem Hersteller von Radionukliden.

## Auszeichnungen (Auswahl)
- 1942–1946 Präsident der American Association for Cancer Research[1]
- 1947 Mitglied der American Academy of Arts and Sciences[2]
- 1952 William Procter Prize for Scientific Achievement von Sigma Xi[3]
- 1952 American Cancer Society Medal
- 1953 Banting-Medaille der American Diabetes Association[4]
- 1962 Mitglied der National Academy of Sciences[5]
- 1963 Mitglied der American Philosophical Society[6]
- 1971 Enrico-Fermi-Preis der United States Atomic Energy Commission[7]

## Schriften
- A handbook for the diagnosis of cancer of the uterus by the use of vaginal smears
- Chemical protection against ionizing radiation
- Introduction to neuropathology
- Medical effects of the atomic bomb in Japan
- Synopsis of the practice of preventive medicine as applied in the basic medical sciences and clinical instruction at the Harvard medical school
- The pathology of diabetes mellitus
- The pathology of ionizing radiation
- Tumors of the thyroid gland